# Aizecourt-le-Bas
Aizecourt-le-Bas è un comune francese di 60 abitanti situato nel dipartimento della Somme nella regione dell'Alta Francia.

## Società

### Evoluzione demografica
Abitanti censiti